# Бързо пързаляне с кънки на зимните олимпийски игри 2010
Състезанията по бързо пързаляне с кънки на зимните олимпийски игри през 2010 г. се провеждат на Олимпийския овал в Ричмънд.

## Дисциплини

### 5000 м. мъже
Състезанието на 5000 м. мъже се провежда на 13 февруари 2010 г. Победител е холандецът Свен Крамер, който печели с изравнен олимпийски рекорд. Сребърен медал печели южнокореецът И Сън-хун, а бронзов – руснакът Иван Скобрев.
Латвиецът Харалдс Силовс, който се класира на 20-о място, става първият състезател, който участва в две състезания в един ден на зимна Олимпиада. Часове след състезанието на 5000 м. печели 10-о място на 1500 м. в шорттрека.
| Място | Име          | Държава     | Време     | Бележки                    |
| ----- | ------------ | ----------- | --------- | -------------------------- |
| 01    | Свен Крамер  | Нидерландия | 6:14.60   | изравнен олимпийски рекорд |
| 02    | И Сън-хун    | Южна Корея  | +2.35 сек |                            |
| 03    | Иван Скобрев | Русия       | +3.45 сек |                            |

### 3000 м. жени
Състезанието на 3000 м. жени се провежда на 14 февруари 2010. Печели го чехкинята Мартина Сабликова, което я прави втората чехкиня, спечелила златен медал от зимни олимпийски игри след преобразуването на Чехословакия в Чехия и Словакия (първата е ски бегачката Катерина Нойманова, спечелила в Торино през 2006). Сребърния медал печели Щефани Бекерт от Германия, а бронзовия — Кристина Гроувс от Канада. 
| Място | Име               | Държава  | Време     | Бележки |
| ----- | ----------------- | -------- | --------- | ------- |
| 01    | Мартина Сабликова | Чехия    | 4:02.53   |         |
| 02    | Щефани Бекерт     | Германия | +2.09 сек |         |
| 03    | Кристина Гроувс   | Канада   | +2.31 сек |         |

### 500 м. мъже
Състезанието на 500 м. мъже се провежда на 15 февруари 2010 г. в два манша. Победител е южнокореецът Мо Тхе-бъм, следван от японците Кеичиро Нагашима и Джоджи Като. Това е първият златен олимпийски медал на зимни олимпийски игри за Южна Корея в дисциплина, различна от шорттрека.
| Място | Име              | Държава    | Време   | Бележки |
| ----- | ---------------- | ---------- | ------- | ------- |
| 01    | Мо Тае-Бум       | Южна Корея | 1:09.82 |         |
| 02    | Кеичиро Нагашима | Япония     | 1:09.98 |         |
| 03    | Джоджи Като      | Япония     | 1:10.01 |         |

### 500 м. жени
Състезанието на 500 м. жени се провежда на 16 февруари 2010. Провеждат се две бягания, като победителка е състезателката с най-малък сбор от двете бягания. Златния медал печели корейката Санг-хуа Ли. Само на пет стотни след нея е трикратната световна шампионка и световна рекордьорка Джени Волф от Германия. Трета остава Уан Бейсин от Китай. 
| Място | Име         | Държава    | Време   | Бележки |
| ----- | ----------- | ---------- | ------- | ------- |
| 01    | Санг-хуа Ли | Южна Корея | 1:16.09 |         |
| 02    | Джени Волф  | Германия   | +0.05   |         |
| 03    | Уан Бейсин  | Китай      | +0.54   |         |

### 1000 м. мъже
Състезанието на 1000 м. мъже се провежда на 17 февруари 2010. Печели го световният рекордьор в дисциплината Шани Дейвис от САЩ, който става първият състезател, спечелил две поредни олимпийски титли на 1000 м. Втори завършва Мо Тхе-бъм от Южна Корея, а трети остава Чад американецът Чад Хедрик. 
| Място | Име         | Държава    | Време   | Бележки |
| ----- | ----------- | ---------- | ------- | ------- |
| 01    | Шани Дейвис | САЩ        | 1:08.94 |         |
| 02    | Мо Тхе-бъм  | Южна Корея | +0.18   |         |
| 03    | Чад Хедрик  | САЩ        | +0.38   |         |

### 1000 м. жени
Състезанието на 1000 м. жени се провежда на 18 февруари 2010. Победителка е световната шампионка Кристин Несбит от Канада, пред втората в световната ранглиста Анет Геритсен и Лаурин ван Рисен от Холандия. 
| Място | Име              | Държава     | Време   | Бележки |
| ----- | ---------------- | ----------- | ------- | ------- |
| 01    | Кристин Несбит   | Канада      | 1:16.56 |         |
| 02    | Анет Геритсен    | Нидерландия | 1:16.58 |         |
| 03    | Лаурин ван Рисен | Нидерландия | 1:16.72 |         |

### 1500 м. мъже
Състезанието на 1500 м. мъже се провежда на 20 февруари 2010. Победител е холандецът Марк Туйтерт пред фаворита, световен шампион и рекордьор, Шани Дейвис от САЩ и норвежеца Ховар Бьоко. 
| Място | Име          | Държава     | Време   | Бележки |
| ----- | ------------ | ----------- | ------- | ------- |
| 01    | Марк Туйтерт | Нидерландия | 1:45.57 |         |
| 02    | Шани Дейвис  | САЩ         | 1:46.10 |         |
| 03    | Ховар Бьоко  | Норвегия    | 1:46.13 |         |

### 1500 м. жени
Състезанието на 1500 м. жени се провежда на 21 февруари 2010.
| Място | Име               | Държава     | Време   | Бележки |
| ----- | ----------------- | ----------- | ------- | ------- |
| 01    | Иреен Вюст        | Нидерландия | 1:56.89 |         |
| 02    | Кристина Гроувс   | Канада      | 1:57.14 |         |
| 03    | Мартина Сабликова | Чехия       | 1:57.96 |         |

### 10000 м. мъже
Състезанието на 10000 м. мъже се провежда на 23 февруари 2010. Шампионът на 5000 м. Свен Крамер дава най-добро време, но е дисквалифициран, защото в последните осем обиколки кара в грешен коридор.  Така южнокореецът И Сън-хун печели състезанието с олимпийски рекорд, следван от руснака Иван Скобрев и холандеца Боб де Йонг.
| Място | Име          | Държава     | Време    | Бележки           |
| ----- | ------------ | ----------- | -------- | ----------------- |
| 01    | И Сън-хун    | Южна Корея  | 12:58.55 | олимпийски рекорд |
| 02    | Иван Скобрев | Русия       | 13:02.07 |                   |
| 03    | Боб де Йонг  | Нидерландия | 13:06.73 |                   |

### 5000 м. жени
Състезанието на 5000 м. жени се провежда на 24 февруари 2010. Вторият си златен медал от Олимпиадата печели чехкинята Мартина Сабликова, пред Щефани Бекерт от Германия и Клара Хюз от Канада. 
| Място | Име               | Държава  | Време   | Бележки |
| ----- | ----------------- | -------- | ------- | ------- |
| 01    | Мартина Сабликова | Чехия    | 6:50.91 |         |
| 02    | Щефани Бекерт     | Германия | 6:51.39 |         |
| 03    | Клара Хюз         | Канада   | 6:55.73 |         |

### Отборно мъже
Отборното състезание на мъжете се провежда на 26 февруари 2010. Участват осем отбора от максимум четири състезатели, от които трима са на леда. Провеждат се четвъртфинали, полуфинали и финали на елиминационен принцип. Финалите определят крайното класиране. Има четири финала, които определят позициите 1-2, 3-4, 5-6, 7-8. Затова третият отбор може да има по-добро време от шампиона. Състезателите в сиво не участват на финала, но са участвали в четвъртфиналите и полуфиналите. Канада подобрява олимпийския рекорд в четвъртфиналите и полуфиналите, а Холандия — на финала за 3-4 място. 
Олимпийските шампиони от Торино 2006 Италия отпадат на четвъртфиналите след загуба от Канада. 
| Място | Име                                                    | Държава     | Време   | Бележки           |
| ----- | ------------------------------------------------------ | ----------- | ------- | ----------------- |
| 01    | Матийо Жиру Лукас Марковски Дени Морисън               | Канада      | 3:41.37 |                   |
| 02    | Брайън Хансън Чад Хедрик Джонатан Кук Тревър Марсикано | САЩ         | 3:41.56 |                   |
| 03    | Ян Блокхойзен Свен Крамер Марк Тойтерт Симон Койперс   | Нидерландия | 3:39.95 | олимпийски рекорд |

### Отборно жени
Отборното състезание на жените се провежда на 26 февруари 2010. Участват осем отбора от максимум четири състезателки, от които трими са на леда. Провеждат се четвъртфинали, полуфинали и финали на елиминационен принцип. Финалите определят крайното класиране. Има четири финала, които определят позициите 1-2, 3-4, 5-6, 7-8. Затова третият отбор може да има по-добро време от шампиона. Състезателките в сиво не участват на финала, но са участвали в четвъртфиналите и полуфиналите.
На полуфинала Ана Фризингер-Постма от немския отбор пада на финалната права, но пресича финалната линия преди последната състезателка на САЩ, като по този начин класира Германия на финала, в който Япония води до 200 м. преди финала, но Германия печели с 0.02 секунди преднина.
| Място | Име                                                                   | Държава  | Време   | Бележки |
| ----- | --------------------------------------------------------------------- | -------- | ------- | ------- |
| 01    | Даниела Аншюц Томс Щефани Бекерт Катрин Матшерод Ана Фризингер-Постма | Германия | 3:02.82 |         |
| 02    | Масако Хозуми Нао Кодаира Маки Табата                                 | Япония   | 3:02.84 |         |
| 03    | Катажина Бахледа-Цуруш Катажина Вожняк Луиза Злотковска               | Полша    | 3:03.73 |         |